# Haplochromis ptistes
Haplochromis ptistes es una especie de peces de la familia Cichlidae en el orden de los Perciformes.

## Morfología
Los machos pueden llegar alcanzar los 10,6 cm de longitud total.

## Distribución geográfica
Se encuentra en el lago Victoria (África Oriental).